# Shiny Toy Guns
Shiny Toy Guns est un groupe de synthpop américain fondé en 2002 originaire de Los Angeles en Californie. Leurs chansons les plus populaires sont Le Disko, Don't Cry Out, You Are The One, Rainy Monday et Stripped, un cover du groupe britannique Depeche Mode.

## Groupe
Le groupe est fondé en 2002 par le bassiste et claviériste Jeremy Dawson ainsi que par le chanteur et guitariste Chad Petree. Ils se connaissaient depuis plusieurs années, ayant grandi à Shawnee en Oklahoma et ayant travaillé ensemble sur quelques projets musicaux comme Cloud2Ground et Slyder. Ils rencontrent en 2004 la chanteuse Carah Faye Charnow (en) et le batteur Mikey Martin.
Le groupe gagne rapidement en popularité autant en Californie que sur leur page Myspace. Au début 2005, ils sortent leur premier album We Are Pilots. L'été 2005, ils font une tournée pour leur album en Amérique. Par la suite, ils réenregistrent leur album et le ressortent en novembre 2005 en changeant un peu les chansons. Ils continuent leur tournée et en juin 2006, ils signent avec Universal pour ressortir une troisième fois We Are Pilots en octobre 2006.
En 2006, leur titre You Are The One est utilisé dans la playlist du jeu FIFA 07.
En 2007, leur titre Le Disko est utilisé comme bande sonore de la publicité pour le téléphone mobile RAZR 2 de Motorola.
Le groupe sort le 4 novembre 2008 l'album "Season of Poison", on y découvre la nouvelle chanteuse Sisely Treasure (en), qui remplace Carah Faye, partie du groupe. Le premier single de l'album est Ricochet!
En 2009, ils font un remake de Major Tom qui est utilisé comme bande sonore de la publicité pour la MKz de Lincoln
En 2010, Sisely Treasure est remplacée par Carah Faye Charnow. De retour dans le groupe, elle travaillait sur le troisième album intitulé "III" sortie le 22 octobre 2012, le titre The Sun est le premier titre de l'album disponible sur internet depuis le 3 mars 2011.

## Discographie
- We Are Pilots v3 - 17 octobre 2006
- Season Of Poison - 4 novembre 2008
- III - 22 octobre 2012

## Membres

### Actuels
- Chad Petree – guitare, chant (2002-présent)
- Carah Faye Charnow (en) – Chant (2003-2008, 2011-présent)
- Jeremy Dawson – synthétiseur, basse (2002-présent)
- Mikey Martin – batterie (2004-présent)

### Anciens
- Sisely Treasure (en) – chant (2008-2010)
- Daniel Johansson – guitare, synthétiseur, basse (2011-2012)